# 雙龍・ムッソー
ムッソー (MUSSO、朝: 무쏘) は、大韓民国の自動車メーカー、雙龍自動車により製造・販売されている、5ドアSUV型及び4ドアピックアップ型の普通乗用車である。なおスペイン語圏へは、『MUSSO』がスペイン語で女性器を意味するため、コランド・ファミリー (KORANDO FAMILY、朝: 코란도 훼미리) として輸入・販売した。
また大統領専用車としてセダンを採用しづらい中東やアフリカの国家元首は、ムッソーを採用する場合が多く、現時点においてディーゼル車がタンザニア連合共和国のアリ・ハッサン・ムウィニ大統領、ケニア共和国のダニエル・アラップ・モイ大統領、ヨルダン・ハシミテ王国のフセイン・ビン・アブドゥッラー王子、エクアドル共和国のアブダラ・ハイメ・ブカラム・オルティス大統領、カタール国のアミール国王のほか、ジブチ共和国、チャド共和国へ納品されている。

## 初代 FJ型/Y100型/Y150型 (1993年 - 2011年)
- 1993年 - 発売。
- 1994年 - 1994年度優秀デザイン賞（韓国国内）受賞。
  - 5月 - 「ムッソー601」を追加。
  - 10月 - オートマチック仕様車を追加。
- 1996年4月 - 3,200ccエンジン搭載車を追加。
- 1997年9月 - 2,900ccターボインタークーラエンジン搭載車を追加。
- 1998年1月 - 「ムッソー602エコノミー」を追加。
  - 8月 - マイナーチェンジにより外装デザインを一新。
- 1999年ごろ - グリルデザインが一部変更され、新車車両に大宇自動車のCIエンブレムが装着されるようになる。
- 2000年ごろ - グリルデザインが元に戻り、雙龍自動車のエンブレムが復活。
- 2005年 - 生産終了、実質的な後継車はカイロン。

### 日本への販売
日本では、当初が雙龍ジャパンが輸入していたが、のちに雙龍自動車が大宇自動車に買収されると同時期に、福岡県に本社を置くオートレックスが輸入販売を行っていた。

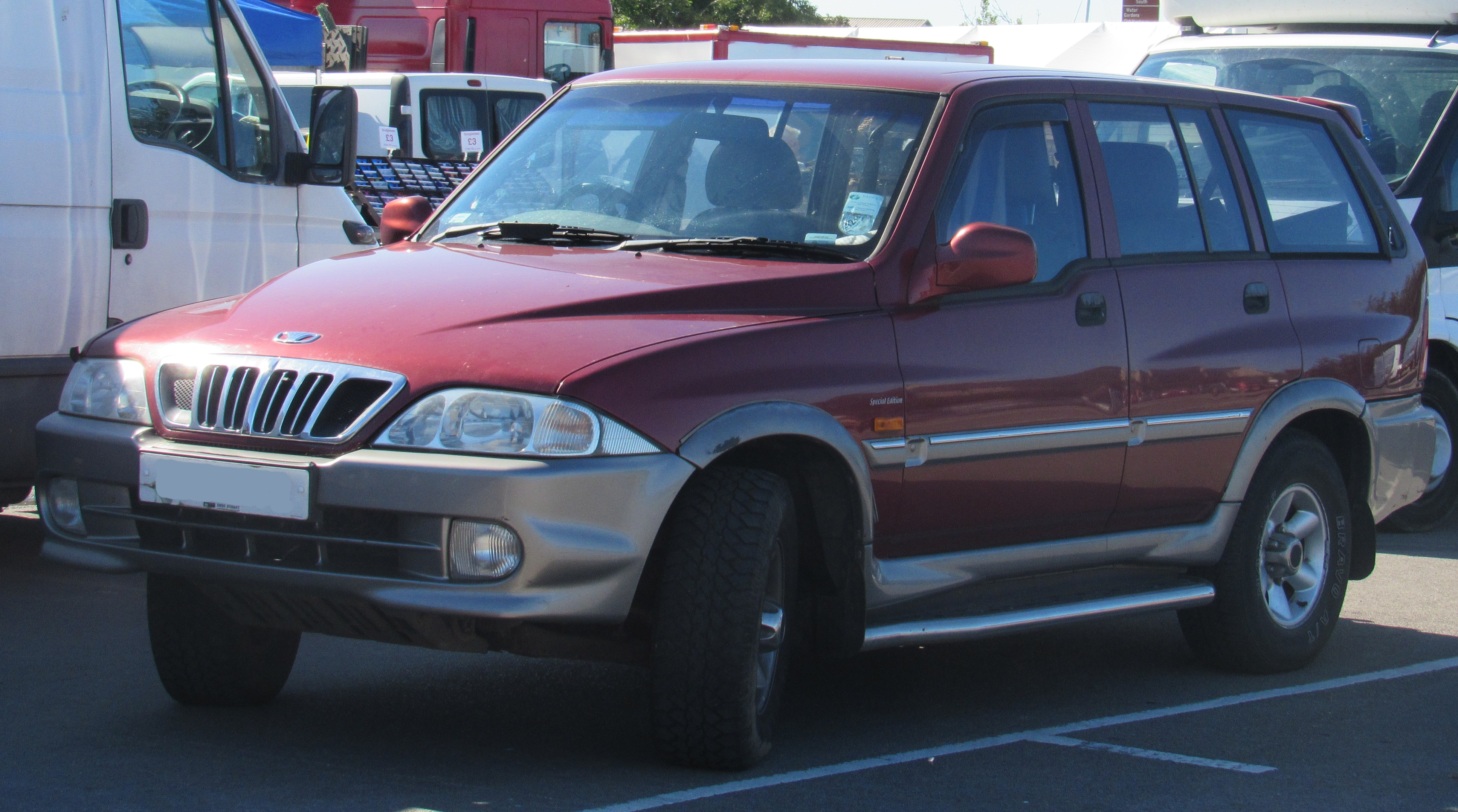
中期型(デーヴ仕様)
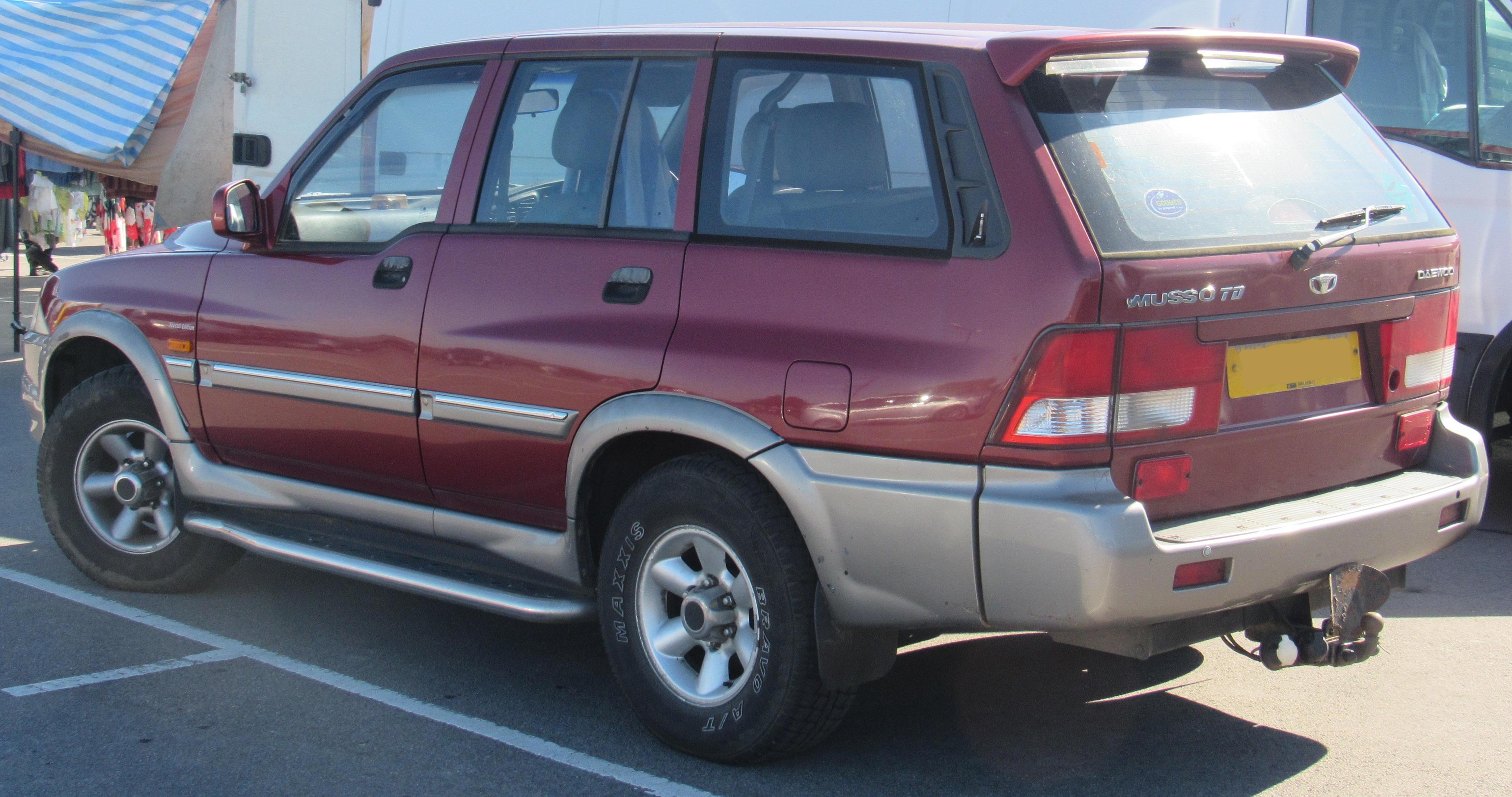
中期型(デーヴ仕様)

## 2代目 Q200型 (2018年 - )
2018年に韓国でレクストン スポーツとして発表され、同年のジュネーヴ・モーターショーでデビューしたモデルにムッソーの名が復活。ロングホイルベース版は「ムッソー グランド」（韓国名：レクストンスポーツ カーン）を名乗る。

## 車名の由来
韓国語で『サイ』を意味する『무소』を硬音化させたものであり、初代の車名ロゴは、『M』からサイの角とみられる物が生えたデザインとなっている。
車名が韓国語に由来する韓国車は、ムッソーを最後に暫く消滅していたが、2025年にムッソ EVが登場したことでその名が復活している。